# Михалёво (Устюженский район)
Михалёво — деревня в Устюженском районе Вологодской области.
Входит в состав Мезженского сельского поселения, с точки зрения административно-территориального деления — в Мезженский сельсовет.
Расстояние по автодороге до районного центра Устюжны — 36 км, до центра муниципального образования деревни Долоцкое — 2 км. Ближайшие населённые пункты — Долоцкое, Жилино, Кишкино.
Население по данным переписи 2002 года — 5 человек.